# Xenohammus albomaculata
Xenohammus albomaculata là một loài bọ cánh cứng trong họ Cerambycidae.